# Paralobus salmoni
Paralobus salmoni is een spinnensoort in de taxonomische indeling van de Orsolobidae.
Het dier behoort tot het geslacht Paralobus. De wetenschappelijke naam van de soort werd voor het eerst geldig gepubliceerd in 1956 door Raymond Robert Forster.